# Mistrzostwa Europy w Wioślarstwie 1966
56. Mistrzostwa Europy w Wioślarstwie (kobiet) odbyły się w dniach 26–28 sierpnia 1966 r. w holenderskim Amsterdamie (po raz 6. w historii). Zgodnie z programem mistrzostw rozegrano 5 konkurencji wioślarskich (wyłącznie dla kobiet). Zawodniczki rywalizowały na pobliskim torze regatowym Bosbaan na terenie wchodzącej w skład obszaru metropolitarnego miasta gminy Amstelveen. 

## Medalistki
| Konkurencja                           | Złoto | Czas    | Srebro | Czas    | Brąz | Czas    | Źródło      |
| ------------------------------------- | --- | ------- | --- | ------- | --- | ------- | ----------- |
| W1x (jedynka)                         | Galina Konstantinowa | 4:16.87 | Alena Kvasilová-Postlová | 4:17.80 | Anita Kuhlke | 4:18.28 | [ 2 ] [ 3 ] |
| W2x (dwójka podwójna)                 | NRD Ursula Pankraths · Monika Sommer | 4:05.21 | RFN Annemarie Rupprecht · Christl Schmidt-Lehnert | 4:05.97 | ZSRR Tatjana Gomołko · Daina Šveica | 4:07.28 | [ 4 ] [ 3 ] |
| W4x+ (czwórka podwójna ze sternikiem) | NRD Dagmar Holst · Ingelore Bahls · Inge Gabriel · Inge Bartlog · Karin Luck (sternik)                                                                      | 3:41.81 | ZSRR Sofija Gruczowa · Jewgienija Małyszewa · Tatjana Markwo · Aleksandra Boczarowa · Walentina Turkowa (sternik)                                                                          | 3:43.06 | Rumunia Maria Covaci · Ileana Nemeth · Elisabeta Vorindan · Maria Hublea · Ștefania Borisov (sternik)                                                                                     | 3:49.21 | [ 5 ] [ 3 ] |
| W4+ (czwórka ze sternikiem)           | ZSRR Galina Klimowa · Ałła Aleksiejewa · Ałła Kuleszowa · Walerija Lulajewa · Natalja Zacharowa (sternik)                                                   | 3:56.80 | Rumunia Ana Raicu · Florica Ghiuzelea · Viorica Moldovan · Emilia Rigard · Ștefania Borisov (sternik)                                                                                      | 4:00.86 | NRD Hanna Mitter · Helga Schmidt · Gitta Kubik · Sabine Kosel · Gudrun Apelt (sternik) | 4:02.37 | [ 6 ] [ 3 ] |
| W8+ (ósemka)                          | NRD Marianne Mewes · Brigitte Butze · Ingrid Falk · Irmgard Böhmer · Inge Mundt · Hilde Amelang · Margarete Selling · Brigitte Amm · Ursula Jurga (sternik) | 3:32.41 | ZSRR Ałła Pierworukowa · Irena Bačiulytė · Sofija Korkutytė · Leokadija Semaško · Genė Galinytė · Aldona Čiukšytė · Stanislava Bubulytė · Rita Tamašauskaitė · Jūratė Narvidaite (sternik) | 3:44.50 | Holandia Antoinette Hazevoet · Janna Olsder · Willemina Bernelot-Moens · Joke Huisman · Johanna Bosch · Gerharda Tuitert · Jenny Groeneweg · Geertruida Cornelese · W. de Jongh (sternik) | 3:45.65 | [ 7 ] [ 3 ] |

## Klasyfikacja medalowa
| Miejsce | Reprezentacja  | Złoto | Srebro | Brąz | Razem |
| ------- | -------------- | ----- | ------ | ---- | ----- |
| 1.      | NRD            | 3     | 0      | 2    | 5     |
| 2.      | ZSRR           | 2     | 2      | 1    | 5     |
| 3.      | Rumunia        | 0     | 1      | 1    | 2     |
| 4.      | Czechosłowacja | 0     | 1      | 0    | 1     |
| 4.      | RFN            | 0     | 1      | 0    | 1     |
| 6.      | Holandia       | 0     | 0      | 1    | 1     |
| Razem   | Razem          | 5     | 5      | 5    | 15    |